# فرودگاه انتوین-سیمون
فرودگاه انتوین-سیمون (به انگلیسی: Antoine-Simon Airport) (به زبان بومی: Aéroport des Cayes) یک فرودگاه همگانی با کد یاتا CYA است که یک باند فرود آسفالت دارد و طول باند آن ۹۸۰ متر است. این فرودگاه در کشور هائیتی قرار دارد .